# Central and Western District
Central and Western is een van de achttien districten van Hongkong en gelegen op het noordelijke deel van Hongkong Island. Er wonen ongeveer 250.000 inwoners.
In het district ligt het historische Victoria City en in Central bevindt zich het central business district van Hongkong.
Als men Hongkong bedoelt, bedoelt men vaak dit district.